# Ferdinand Kocourek
Ferdinand Kocourek (15. října 1848 Čáslav – 20. února 1898 Praha) byl český státní úředník, rada pražského poštovního ředitelství, spoluautor české poštovní terminologie.

## Život
Narodil se v Časlavi, jako syn Jana Kocourka a matky Anny, rozené Kugelové.
Do státní služby vstoupil roku 1871. Postupně se stal komisařem (1881), vrchním komisařem (1886), tajemníkem (1889) a radou (1893). Na poštovním ředitelství měl na starost osobní oddělení, zejména záležitosti neerárních zaměstnanců.
Zemřel na mrtvici ve věku 48 let.

## Dílo
Po vydání Badeniho vládních jazykových nařízení z 5. dubna 1897, jimiž se v úředním styku čeština zrovnoprávnila s němčinou, byl pověřen úkolem vytvořit nebo upravit českou poštovní terminologii. Pracoval na ní během léta 1897, nepodařilo se mu ji však do smrti dokončit.

## Rodina
S manželkou Josefinou, roz. Krausovou (1866–??) měl dva syny:
- Rudolf Kocourek (1890–1957) byl právníkem, pracoval v poštovních službách od poštmistra v Užhorodě po vrchního poštovního radu v Praze[8]
- Ferdinand Kocourek mladší (1898–1964), narozený až po jeho smrti,[8] se stal meteorologem.[9] Věnoval se především problematice měřicích přístrojů a byl autorem příručky Měřicí metody v meteorologii spodních vrstev ovzduší (1956), používané několik desetiletí.[10]